# Lena Volken
Lena Volken, född 7 november 2002, är en schweizisk alpin skidåkare.
Volken tog silver i slalom vid olympiska vinterspelen för ungdomar 2020 i Lausanne.